# 豊国村 (愛知県丹羽郡)
豊国村（とよくにむら）は、愛知県丹羽郡にかつてあった村。
現在の扶桑町西部（高木・斉藤など）に該当する。

## 歴史
- 1889年（明治22年）10月1日 - 斎藤村と高木村が合併し発足。
- 1906年（明治39年）10月1日 - 山名村、高雄村の一部、柏森村の一部と合併し、扶桑村発足。同日豊国村は廃止。